# Elezioni amministrative in Italia del 1988
Le elezioni amministrative in Italia del 1988 si tennero il 29 e 30 maggio per il rinnovo di numerosi consigli provinciali e comunali. In Friuli-Venezia Giulia e in Valle d'Aosta si è votato il 26 giugno. In pochi altri comuni si è votato l'11 e il 12 dicembre.

## Elezioni comunali

### Novara
| Liste                                                  | Voti   | %    | Seggi |
| ------------------------------------------------------ | ------ | ---- | ----- |
| Democrazia Cristiana (DC)                              | 19.444 | 28,0 | 15    |
| Partito Socialista Italiano (PSI)                      | 15.296 | 22,0 | 12    |
| Partito Comunista Italiano (PCI)                       | 14.820 | 21,3 | 11    |
| Partito Socialista Democratico Italiano (PSDI)         | 7.420  | 10,7 | 5     |
| Lista Verde                                            | 3.375  | 4,9  | 2     |
| Partito Repubblicano Italiano (PRI)                    | 2.908  | 4,2  | 2     |
| Movimento Sociale Italiano - Destra Nazionale (MSI-DN) | 2.746  | 3,9  | 2     |
| Partito Liberale Italiano (PLI)                        | 1.807  | 2,6  | 1     |
| Democrazia Proletaria (DP)                             | 1.055  | 1,5  | -     |
| Altri                                                  | 657    | 0,9  | -     |
| Totale                                                 | 69.528 |      | 50    |

### Pavia
| Liste                                                  | Voti | %    | Seggi |
| ------------------------------------------------------ | ---- | ---- | ----- |
| Democrazia Cristiana (DC)                              |      | 29,4 | 13    |
| Partito Socialista Italiano (PSI)                      |      | 21,8 | 9     |
| Partito Comunista Italiano (PCI)                       |      | 20,1 | 9     |
| Lega Lombarda                                          |      | 6,4  | 2     |
| Lista Verde                                            |      | 3,9  | 1     |
| Partito Repubblicano Italiano (PRI)                    |      | 3,5  | 1     |
| Democrazia Proletaria (DP)                             |      | 3,5  | 1     |
| Partito Socialista Democratico Italiano (PSDI)         |      | 3,4  | 1     |
| Movimento Sociale Italiano - Destra Nazionale (MSI-DN) |      | 3,3  | 1     |
| Partito Pensionati                                     |      | 2,4  | 1     |
| Partito Liberale Italiano (PLI)                        |      | 2,3  | 1     |
| Totale                                                 |      |      | 40    |

### Belluno
| Liste                                                  | Voti   | %    | Seggi |
| ------------------------------------------------------ | ------ | ---- | ----- |
| Democrazia Cristiana (DC)                              | 7.981  | 32,7 | 14    |
| Partito Socialista Italiano (PSI)                      | 6.205  | 25,4 | 11    |
| Partito Comunista Italiano (PCI)                       | 4.169  | 17,1 | 7     |
| Partito Liberale Italiano (PLI)                        | 1.434  | 5,9  | 2     |
| Partito Repubblicano Italiano (PRI)                    | 1.385  | 5,7  | 2     |
| Partito Socialista Democratico Italiano (PSDI)         | 1.320  | 5,4  | 2     |
| Movimento Sociale Italiano - Destra Nazionale (MSI-DN) | 774    | 3,2  | 1     |
| Liga Veneta (LV)                                       | 621    | 2,5  | 1     |
| Democrazia Proletaria (DP)                             | 391    | 1,6  | -     |
| Union del Popolo Veneto (UPV)                          | 135    | 0,6  | -     |
| Totale                                                 | 24.414 |      | 40    |

### Pordenone
| Liste                                                  | Voti   | %    | Seggi |
| ------------------------------------------------------ | ------ | ---- | ----- |
| Democrazia Cristiana (DC)                              | 14.743 | 41,7 | 18    |
| Partito Socialista Italiano (PSI)                      | 6.232  | 17,6 | 8     |
| Partito Comunista Italiano (PCI)                       | 5.142  | 14,5 | 6     |
| Partito Repubblicano Italiano (PRI)                    | 2.287  | 6,5  | 2     |
| Movimento Sociale Italiano - Destra Nazionale (MSI-DN) | 1.611  | 4,6  | 2     |
| Lista Civica Laica e Verde (Radicali-Verdi)            | 1.344  | 3,8  | 1     |
| Partito Socialista Democratico Italiano (PSDI)         | 1.183  | 3,3  | 1     |
| Verdi                                                  | 1.099  | 3,1  | 1     |
| Partito Liberale Italiano (PLI)                        | 923    | 2,6  | 1     |
| Democrazia Proletaria (DP)                             | 455    | 1,3  | -     |
| Movimento Friuli (MF)                                  | 351    | 1,0  | -     |
| Totale                                                 | 35.370 |      | 40    |

### Trieste
| Liste                                                  | Voti    | %    | Seggi |
| ------------------------------------------------------ | ------- | ---- | ----- |
| Democrazia Cristiana (DC)                              | 44.243  | 27,3 | 18    |
| Partito Comunista Italiano (PCI)                       | 24.501  | 15,1 | 10    |
| Partito Socialista Italiano (PSI)                      | 23.245  | 14,4 | 9     |
| Lista per Trieste (LpT)                                | 23.163  | 14,3 | 9     |
| Movimento Sociale Italiano - Destra Nazionale (MSI-DN) | 15.123  | 9,3  | 6     |
| Lista Civica Laica e Verde (Radicali-Verdi)            | 5.482   | 3,4  | 2     |
| Verdi                                                  | 5.109   | 3,16 | 2     |
| Partito Repubblicano Italiano (PRI)                    | 4.290   | 2,7  | 1     |
| Partito Liberale Italiano (PLI)                        | 4.284   | 2,6  | 1     |
| Unione Slovena (US)                                    | 3.561   | 2,2  | 1     |
| Partito Socialista Democratico Italiano (PSDI)         | 2.892   | 1,8  | 1     |
| Democrazia Proletaria - Movimento Trieste (DP)         | 2.414   | 1,5  | -     |
| Altri                                                  | 3.512   | 2,2  | -     |
| Totale                                                 | 161.819 |      | 60    |

### Ravenna
| Liste                                                  | Voti    | %    | Seggi |
| ------------------------------------------------------ | ------- | ---- | ----- |
| Partito Comunista Italiano (PCI)                       | 44.473  | 43,2 | 23    |
| Partito Repubblicano Italiano (PRI)                    | 19.343  | 18,8 | 10    |
| Democrazia Cristiana (DC)                              | 16.575  | 16,1 | 8     |
| Partito Socialista Italiano (PSI)                      | 8.980   | 8,7  | 4     |
| Lista Verde                                            | 4.009   | 3,9  | 2     |
| Caccia Pesca Ambiente (CPA)                            | 2.716   | 2,6  | 1     |
| Partito Liberale Italiano (PLI)                        | 2.306   | 2,2  | 1     |
| Movimento Sociale Italiano - Destra Nazionale (MSI-DN) | 2.193   | 2,2  | 1     |
| Democrazia Proletaria (DP)                             | 1.534   | 1,5  | -     |
| Partito Socialista Democratico Italiano (PSDI)         | 819     | 0,9  | -     |
| Totale                                                 | 102.948 |      | 50    |

### Grosseto
| Liste                                                  | Voti   | %    | Seggi |
| ------------------------------------------------------ | ------ | ---- | ----- |
| Partito Comunista Italiano (PCI)                       | 17.968 | 35,0 | 15    |
| Democrazia Cristiana (DC)                              | 12.121 | 23,6 | 10    |
| Partito Socialista Italiano (PSI)                      | 9.974  | 19,4 | 8     |
| Partito Repubblicano Italiano (PRI)                    | 4.073  | 7,9  | 3     |
| Movimento Sociale Italiano - Destra Nazionale (MSI-DN) | 2.769  | 5,4  | 2     |
| Lista Verde                                            | 1.337  | 2,6  | 1     |
| Partito Socialista Democratico Italiano (PSDI)         | 1.163  | 2,3  | 1     |
| Partito Liberale Italiano (PLI)                        | 1.071  | 2,1  | -     |
| Democrazia Proletaria (DP)                             | 848    | 1,7  | -     |
| Totale                                                 | 51.324 |      | 40    |

### Siena
| Liste                                                  | Voti   | %    | Seggi |
| ------------------------------------------------------ | ------ | ---- | ----- |
| Partito Comunista Italiano (PCI)                       | 15.963 | 35,9 | 16    |
| Democrazia Cristiana (DC)                              | 12.525 | 28,2 | 12    |
| Partito Socialista Italiano (PSI)                      | 9.134  | 20,5 | 9     |
| Partito Repubblicano Italiano (PRI)                    | 1.620  | 3,6  | 1     |
| Movimento Sociale Italiano - Destra Nazionale (MSI-DN) | 1.564  | 3,5  | 1     |
| Lista Verde                                            | 1.150  | 2,6  | 1     |
| Democrazia Proletaria (DP)                             | 821    | 1,8  | -     |
| Partito Liberale Italiano (PLI)                        | 787    | 1,8  | -     |
| Partito Socialista Democratico Italiano (PSDI)         | 669    | 1,5  | -     |
| Alleanza locale                                        | 242    | 0,5  | -     |
| Totale                                                 | 44.475 |      | 40    |

### Ancona
| Liste                                                  | Voti   | %    | Seggi |
| ------------------------------------------------------ | ------ | ---- | ----- |
| Partito Comunista Italiano (PCI)                       | 21.893 | 29,7 | 15    |
| Democrazia Cristiana (DC)                              | 20.739 | 28,1 | 15    |
| Partito Socialista Italiano (PSI)                      | 13.774 | 18,7 | 10    |
| Partito Repubblicano Italiano (PRI)                    | 5.715  | 7,8  | 4     |
| Lista Verde                                            | 3.675  | 5,0  | 2     |
| Movimento Sociale Italiano - Destra Nazionale (MSI-DN) | 2.904  | 3,9  | 2     |
| Partito Socialista Democratico Italiano (PSDI)         | 2.400  | 3,3  | 1     |
| Partito Liberale Italiano (PLI)                        | 1.454  | 2,0  | 1     |
| Democrazia Proletaria (DP)                             | 1.135  | 1,5  | -     |
| Totale                                                 | 73.689 |      | 50    |

### Catania
| Liste                                                  | Voti    | %     | Seggi |
| ------------------------------------------------------ | ------- | ----- | ----- |
| Democrazia Cristiana (DC)                              | 72.286  | 32,95 | 21    |
| Partito Socialista Italiano (PSI)                      | 34.392  | 15,68 | 10    |
| Partito Comunista Italiano (PCI)                       | 22.577  | 10,29 | 6     |
| Partito Socialista Democratico Italiano (PSDI)         | 18.289  | 8,34  | 5     |
| Partito Repubblicano Italiano (PRI)                    | 18.237  | 8,31  | 5     |
| Movimento Sociale Italiano - Destra Nazionale (MSI-DN) | 17.597  | 8,02  | 5     |
| Lista Civica Laica e Verde                             | 16.968  | 7,73  | 5     |
| Partito Liberale Italiano (PLI)                        | 9.094   | 4,14  | 2     |
| Lista Verde                                            | 2.253   | 1,03  | -     |
| Democrazia Proletaria (DP)                             | 1.662   | 0,76  | -     |
| Altri                                                  | 6.030   | 2,75  | 1     |
| Totale                                                 | 219.385 |       | 60    |

## Elezioni provinciali

### Provincia di Pavia
| Liste                                                  | Voti    | %    | Seggi |
| ------------------------------------------------------ | ------- | ---- | ----- |
| Partito Comunista Italiano (PCI)                       | 106.653 | 30,7 | 10    |
| Democrazia Cristiana (DC)                              | 95.000  | 27,6 | 9     |
| Partito Socialista Italiano (PSI)                      | 59.395  | 17,1 | 5     |
| Lega Lombarda (LL)                                     | 19.153  | 5,5  | 2     |
| Movimento Sociale Italiano - Destra Nazionale (MSI-DN) | 17.046  | 4,9  | 1     |
| Lista Verde                                            | 13.757  | 4,0  | 1     |
| Partito Socialista Democratico Italiano (PSDI)         | 11.753  | 3,4  | 1     |
| Partito Repubblicano Italiano (PRI)                    | 7.968   | 2,3  | 1     |
| Partito Liberale Italiano (PLI)                        | 5.532   | 1,6  | -     |
| Democrazia Proletaria (DP)                             | 4.967   | 1,4  | -     |
| Altri                                                  | 5.371   | 1,5  | -     |
| Totale                                                 | 347.595 |      | 30    |

### Provincia di Trieste
| Liste                                                         | Voti    | %    | Seggi |
| ------------------------------------------------------------- | ------- | ---- | ----- |
| Democrazia Cristiana (DC)                                     | 45.572  | 25,3 | 6     |
| Partito Comunista Italiano (PCI)                              | 32.948  | 18,3 | 5     |
| Partito Socialista Italiano (PSI)                             | 23.983  | 13,3 | 3     |
| Lista per Trieste (LpT)                                       | 22.867  | 12,7 | 3     |
| Movimento Sociale Italiano - Destra Nazionale (MSI-DN)        | 18.021  | 10,0 | 2     |
| Verdi                                                         | 6.578   | 3,6  | 1     |
| Lista Civica Laica e Verde (Radicali-Verdi)                   | 5.991   | 3,3  | 1     |
| Slovenska Skupnost (SSK)                                      | 5.830   | 3,2  | 1     |
| Partito Liberale Italiano (PLI)                               | 4.554   | 2,5  | 1     |
| Partito Repubblicano Italiano (PRI)                           | 4.318   | 2,4  | 1     |
| Partito Socialista Democratico Italiano (PSDI)                | 3.215   | 1,8  | -     |
| Democrazia Proletaria (DP)                                    | 2.468   | 1,4  | -     |
| Movimento Indipendentista per il Territorio Libero di Trieste | 2.451   | 1,4  | -     |
| Giustizia e Libertà per la Società Civile (dissidenti PRI)    | 1.291   | 0.7  | -     |
| Movimento Friuli (MF)                                         | 216     | 0.1  | -     |
| Totale                                                        | 180.350 |      | 24    |

### Provincia di Gorizia
| Liste                                                      | Voti   | %    | Seggi |
| ---------------------------------------------------------- | ------ | ---- | ----- |
| Democrazia Cristiana (DC)                                  | 31.524 | 32,2 | 8     |
| Partito Comunista Italiano (PCI)                           | 24.637 | 25,2 | 7     |
| Partito Socialista Italiano (PSI)                          | 12.984 | 13,3 | 3     |
| Lista Verde                                                | 6.848  | 7,0  | 2     |
| Movimento Sociale Italiano - Destra Nazionale (MSI-DN)     | 6.081  | 6,2  | 1     |
| Partito Socialista Democratico Italiano (PSDI)             | 4.914  | 5,0  | 1     |
| Slovenska Skupnost (SSK)                                   | 2.827  | 2,9  | 1     |
| Partito Repubblicano Italiano (PRI)                        | 2.779  | 2,8  | 1     |
| Giustizia e Libertà per la Società Civile (dissidenti PRI) | 2.035  | 2,1  | -     |
| Partito Liberale Italiano (PLI)                            | 1.395  | 1,4  | -     |
| Alleanza Verde Friuli                                      | 1.054  | 1,1  | -     |
| Movimento Friuli (MF)                                      | 886    | 0,9  | -     |
| Totale                                                     | 97.960 |      | 24    |

### Provincia di Ravenna
| Liste                                                  | Voti    | %    | Seggi |
| ------------------------------------------------------ | ------- | ---- | ----- |
| Partito Comunista Italiano (PCI)                       | 121.191 | 46,1 | 15    |
| Democrazia Cristiana (DC)                              | 51.492  | 19,6 | 6     |
| Partito Repubblicano Italiano (PRI)                    | 32.552  | 12,4 | 4     |
| Partito Socialista Italiano (PSI)                      | 21.709  | 8,2  | 2     |
| Lista Verde                                            | 11.747  | 4,4  | 1     |
| Caccia Pesca Ambiente (CPA)                            | 8.389   | 3,2  | 1     |
| Movimento Sociale Italiano - Destra Nazionale (MSI-DN) | 6.224   | 2,4  | 1     |
| Partito Liberale Italiano - Indipendenti               | 3.898   | 1,5  | -     |
| Democrazia Proletaria (DP)                             | 3.722   | 1,4  | -     |
| Partito Socialista Democratico Italiano (PSDI)         | 2.157   | 0,8  | -     |
| Totale                                                 | 263.081 |      | 30    |

### Provincia di Viterbo
| Liste                                                  | Voti    | %    | Seggi |
| ------------------------------------------------------ | ------- | ---- | ----- |
| Partito Comunista Italiano (PCI)                       | 61.051  | 32,2 | 8     |
| Democrazia Cristiana (DC)                              | 58.951  | 31,1 | 8     |
| Partito Socialista Italiano (PSI)                      | 27.372  | 14,4 | 4     |
| Movimento Sociale Italiano - Destra Nazionale (MSI-DN) | 16.798  | 8,9  | 2     |
| Partito Repubblicano Italiano (PRI)                    | 8.270   | 4.4  | 1     |
| Partito Socialista Democratico Italiano (PSDI)         | 5.574   | 2,9  | 1     |
| Lista Verde                                            | 5.241   | 2,8  | -     |
| Partito Liberale Italiano (PLI)                        | 3.616   | 1,9  | -     |
| Democrazia Proletaria (DP)                             | 1.892   | 1,0  | -     |
| Altri                                                  | 850     | 0,4  | -     |
| Totale                                                 | 189.615 |      | 24    |